# Dryopsophus lesueurii
Espèce
Synonymes
- Hyla lesueurii Duméril & Bibron, 1841
- Litoria lesueurii (Duméril & Bibron, 1841)
- Ranoidea flavoviridis Girard, 1853
- Euscelis lessonii Fitzinger, 1861 "1860"
- Hyla freycinetii unicolor Keferstein, 1867

Statut de conservation UICN

 LC  : Préoccupation mineure
Dryopsophus lesueurii est une espèce d'amphibiens de la famille des Pelodryadidae.

## Répartition

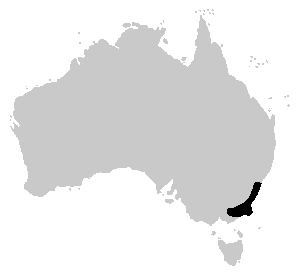
Distribution

Cette espèce est endémique d'Australie. Elle se rencontre  en Nouvelle-Galles du Sud au sud de Sydney, dans le Territoire de la capitale australienne et dans l'Est de l'État de Victoria ce qui représente 767 400 km2.

## Description
C'est une grenouille arboricole d'assez grande taille. Les mâles mesurent de 27 à 40 mm et les femelles de 49 à 53 mm.
Le dos est d'un brun pâle à foncé et devient jaune brillant chez le mâle à la saison des amours. Le ventre est blanc. Elle a souvent des taches plus foncées sur le dos. Une bande foncée court des narines jusqu'aux épaules. L'arrière des pattes est bleu avec des taches noires, ce qui permet de la distinguer de l'espèce très voisine Litoria wilcoxii. La moitié supérieure de l'iris est pâle et la moitié inférieure foncée. Les coussinets plantaires sont petits.

## Étymologie
Cette espèce est nommée en l'honneur de Charles Alexandre Lesueur (1778–1846).

## Galerie

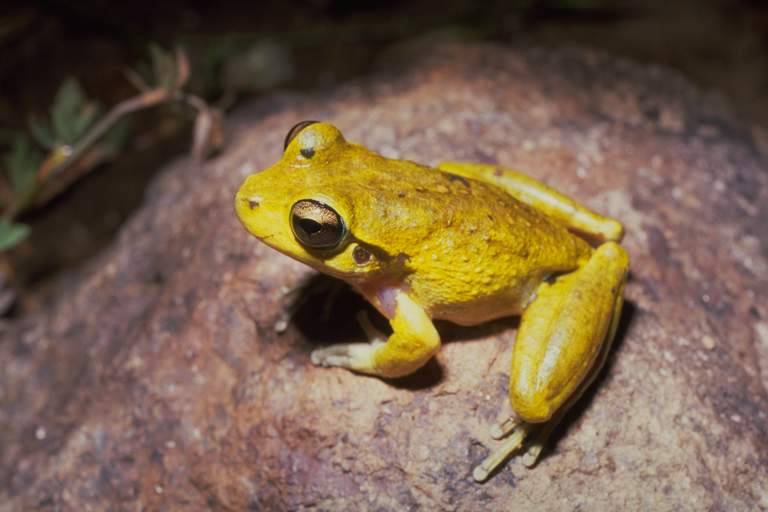
Litoria lesueurii
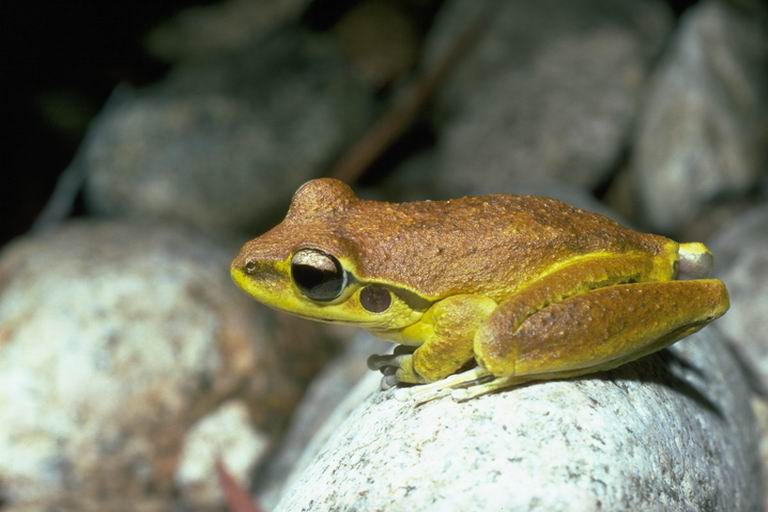
Litoria lesueurii
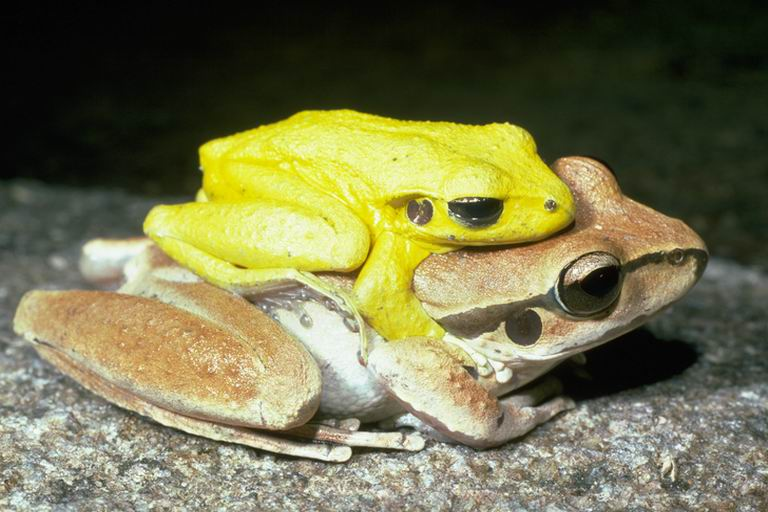
Litoria lesueurii amplexus
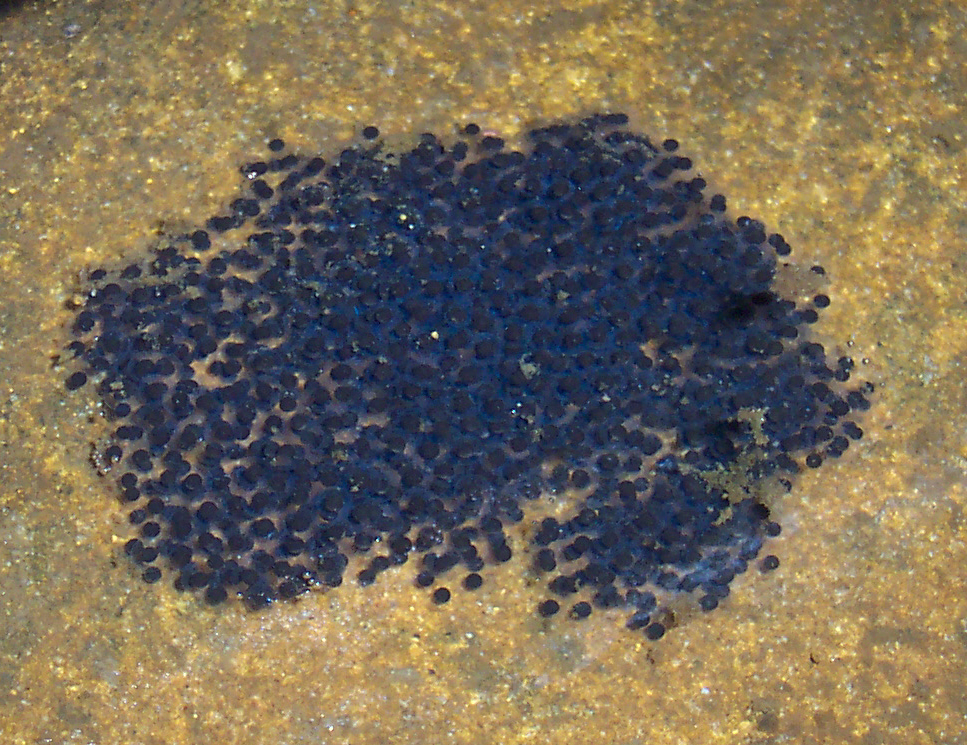
Œufs de Litoria lesueurii

## Publication originale
- Duméril & Bibron, 1841 : Erpétologie générale ou Histoire naturelle complète des reptiles, vol. 8, p. 1-792 (texte intégral).